# Corée du Sud aux Jeux olympiques
La Corée du Sud, dénommée République de Corée, participe aux Jeux olympiques depuis 1948. Elle envoie des athlètes à chaque édition des Jeux olympiques d'été depuis cette date, excepté lors des  Jeux d'été de 1980 qu'elle boycotte. La Corée du Sud participe également à chaque édition des Jeux d'hiver depuis 1948, excepté en 1952.

## Histoire
Le premier athlète à remporter une médaille le réussi lors des Jeux d'été de 1936 à Berlin, quand Son Ki-Jeong et Nam Sung-yong décrochent respectivement l'or et le bronze dans l'épreuve du marathon hommes. Cependant, la Corée est à cette époque sous contrôle japonais, ces deux athlètes sont membres de l'équipe japonaise.
La Corée du Sud remporte sa première médaille en tant que nation indépendante dès sa première participation en 1948, et gagne sa première médaille d'or en 1976. Les athlètes sud-coréens ont remporté un total de 267 médailles aux Jeux d'été, le tir à l'arc étant le sport avec le plus de médaillés. Aux Jeux d'hiver, 53 médailles sont décrochées avec une majorité en patinage de vitesse sur piste courte: le pays est le plus titré dans ce sport d'hiver que toute autre nation depuis son introduction au programme olympique en 1992.
Le Comité olympique sud-coréen a été fondé en 1946, mais il faut attendre 1947 pour qu'il soit reconnu par le Comité international olympique. 
Au cours de la politique du rayon de soleil entre 1998 et 2007, la Corée du Sud et la Corée du Nord défilent symboliquement au sein d'une même équipe lors des cérémonies d'ouverture des Jeux olympiques d'été de 2000 et de 2004, mais concourent séparément lors des épreuves. (Voir : Corée aux Jeux olympiques.)

## Jeux olympiques en Corée du Sud

### Pays hôte
La Corée du Sud est l'hôte des Jeux olympiques à deux reprises :
| Jeux                            | Ville       | Date                     | Nations | Participants | Épreuves |
| ------------------------------- | ----------- | ------------------------ | ------- | ------------ | -------- |
| Jeux olympiques d'été de 1988   | Séoul       | 17 septembre – 2 octobre | 159     | 8391         | 263      |
| Jeux olympiques d'hiver de 2018 | Pyeongchang | 9 – 25 février           | 93      | 2925         | 102      |

### Candidature de la Corée du Sud
Outre les éditions organisées en Corée du Sud, le Comité national olympique sud-coréen est à d'autres reprises candidat à l'organisation des Jeux olympiques.
- 2003: à Prague, lors de la 115e session du Comité international olympique, les Jeux de 2010 sont attribués à Vancouver avec 56 voix contre 53 pour Pyeongchang.
- 2007: la ville sud-coréenne connaît un nouvel échec pour l'organisation des Jeux olympiques d'hiver de 2014. À Guatemala le 4 juillet 2007, les membres du CIO choisissent Sotchi au dernier tour par 51 voix contre 47.

## Tableau des médailles

### Par année

Évolution du nombre de médailles gagnées par la Corée du Sud aux Jeux olympiques d'été entre 1948 et 2012.

Évolution du nombre de médailles gagnées par la Corée du Sud aux Jeux olympiques d'hiver entre 1988 et 2010.

| Année               | Athlètes          | Médaille d'or, Jeux olympiques | Médaille d'argent, Jeux olympiques | Médaille de bronze, Jeux olympiques | Total             | Rang              |
| Londres 1948        | 50                | 0                              | 0                                  | 2                                   | 2                 | 32e               |
| Helsinki 1952       | 19                | 0                              | 0                                  | 2                                   | 2                 | 37e               |
| Melbourne 1956      | 35                | 0                              | 1                                  | 1                                   | 2                 | 29e               |
| Rome 1960           | 36                | 0                              | 0                                  | 0                                   | 0                 | -                 |
| Tokyo 1964          | 154               | 0                              | 2                                  | 1                                   | 3                 | 27e               |
| Mexico 1968         | 54                | 0                              | 1                                  | 1                                   | 2                 | 36e               |
| Munich 1972         | 42                | 0                              | 1                                  | 0                                   | 1                 | 33e               |
| Montréal 1976       | 50                | 1                              | 1                                  | 4                                   | 6                 | 19e               |
| Moscou 1980         | N'a pas participé | N'a pas participé              | N'a pas participé                  | N'a pas participé                   | N'a pas participé | N'a pas participé |
| Los Angeles 1984    | 175               | 6                              | 6                                  | 7                                   | 19                | 10e               |
| Séoul 1988          | 401               | 12                             | 10                                 | 11                                  | 33                | 4e                |
| Barcelone 1992      | 226               | 12                             | 5                                  | 12                                  | 29                | 7e                |
| Atlanta 1996        | 300               | 7                              | 15                                 | 5                                   | 27                | 10e               |
| Sydney 2000         | 281               | 8                              | 10                                 | 10                                  | 28                | 12e               |
| Athènes 2004        | 264               | 9                              | 12                                 | 9                                   | 30                | 9e                |
| Pékin 2008          | 267               | 13                             | 11                                 | 8                                   | 32                | 7e                |
| Londres 2012        | 248               | 13                             | 9                                  | 9                                   | 31                | 5e                |
| Rio de Janeiro 2016 | 204               | 9                              | 3                                  | 9                                   | 21                | 8e                |
| Tokyo 2020          | 237               | 6                              | 4                                  | 10                                  | 20                | 16e               |
| Paris 2024          | 144               | 13                             | 9                                  | 10                                  | 32                | 8e                |
| Total               | 3187              | 109                            | 100                                | 111                                 | 320               | 15e               |

| Année               | Athlètes          | Médaille d'or, Jeux olympiques | Médaille d'argent, Jeux olympiques | Médaille de bronze, Jeux olympiques | Total             | Rang              |
| Saint-Moritz 1948   | 3                 | 0                              | 0                                  | 0                                   | 0                 | -                 |
| Oslo 1952           | N'a pas participé | N'a pas participé              | N'a pas participé                  | N'a pas participé                   | N'a pas participé | N'a pas participé |
| Cortina 1956        | 4                 | 0                              | 0                                  | 0                                   | 0                 | -                 |
| Squaw Valley 1960   | 7                 | 0                              | 0                                  | 0                                   | 0                 | -                 |
| Innsbruck 1964      | 7                 | 0                              | 0                                  | 0                                   | 0                 | -                 |
| Grenoble 1968       | 8                 | 0                              | 0                                  | 0                                   | 0                 | -                 |
| Sapporo 1972        | 5                 | 0                              | 0                                  | 0                                   | 0                 | -                 |
| Innsbuck 1976       | 3                 | 0                              | 0                                  | 0                                   | 0                 | -                 |
| Lake Placid 1980    | 10                | 0                              | 0                                  | 0                                   | 0                 | -                 |
| Sarajevo 1984       | 15                | 0                              | 0                                  | 0                                   | 0                 | -                 |
| Calgary 1988        | 28                | 0                              | 0                                  | 0                                   | 0                 | -                 |
| Albertville 1992    | 23                | 2                              | 1                                  | 1                                   | 4                 | 10e               |
| Lillehammer 1994    | 24                | 4                              | 1                                  | 1                                   | 6                 | 6e                |
| Nagano 1998         | 38                | 3                              | 1                                  | 2                                   | 6                 | 9e                |
| Salt Lake City 2002 | 48                | 2                              | 2                                  | 0                                   | 4                 | 14e               |
| Turin 2006          | 41                | 6                              | 3                                  | 2                                   | 11                | 7e                |
| Vancouver 2010      | 46                | 6                              | 6                                  | 2                                   | 14                | 5e                |
| Sotchi 2014         | 71                | 3                              | 3                                  | 2                                   | 8                 | 13e               |
| Pyeongchang 2018    | 122               | 5                              | 8                                  | 4                                   | 17                | 7e                |
| Pékin 2022          | 64                | 2                              | 5                                  | 2                                   | 9                 | 14e               |
| Total               | 567               | 33                             | 30                                 | 16                                  | 79                | 15e               |

### Par sport
| Place | Sport              | Médaille d'or, Jeux olympiques | Médaille d'argent, Jeux olympiques | Médaille de bronze, Jeux olympiques | Total | Rang |
| 1     | Tir à l'arc        | 32                             | 10                                 | 8                                   | 50    | 1er  |
| 2     | Taekwondo          | 14                             | 3                                  | 8                                   | 25    | 1er  |
| 3     | Judo               | 11                             | 19                                 | 21                                  | 51    | 3e   |
| 4     | Lutte              | 11                             | 11                                 | 14                                  | 36    | 12e  |
| 5     | Tir                | 10                             | 12                                 | 1                                   | 23    | 8e   |
| 6     | Badminton          | 7                              | 8                                  | 7                                   | 22    | 3e   |
| 7     | Escrime            | 7                              | 4                                  | 8                                   | 19    | 7e   |
| 8     | Boxe               | 3                              | 7                                  | 11                                  | 21    | 21e  |
| 9     | Haltérophilie      | 3                              | 7                                  | 7                                   | 17    | 19e  |
| 10    | Tennis de table    | 3                              | 3                                  | 14                                  | 20    | 2e   |
| 11    | Gymnastique        | 2                              | 4                                  | 5                                   | 11    | 28e  |
| 12    | Handball           | 2                              | 4                                  | 1                                   | 7     | 6e   |
| 13    | Natation           | 1                              | 3                                  | 1                                   | 5     | 34e  |
| 14    | Athlétisme         | 1                              | 1                                  | 0                                   | 2     | 66e  |
| 15    | Baseball           | 1                              | 0                                  | 1                                   | 2     | 4e   |
| 16    | Golf               | 1                              | 0                                  | 0                                   | 1     | 4e   |
| 15    | Hockey sur gazon   | 0                              | 3                                  | 0                                   | 3     | 13e  |
| 16    | Basket-ball        | 0                              | 1                                  | 0                                   | 1     | 14e  |
| 17    | Pentathlon moderne | 0                              | 0                                  | 2                                   | 2     | 23e  |
| 18    | Football           | 0                              | 0                                  | 1                                   | 1     | 31e  |
| 18    | Volley-ball        | 0                              | 0                                  | 1                                   | 1     | 21e  |
| Total | Total              | 109                            | 100                                | 111                                 | 320   | 15e  |

| Place | Sport               | Médaille d'or, Jeux olympiques | Médaille d'argent, Jeux olympiques | Médaille de bronze, Jeux olympiques | Total | Rang |
| 1     | Short track         | 26                             | 16                                 | 11                                  | 53    | 1er  |
| 2     | Patinage de vitesse | 5                              | 10                                 | 5                                   | 20    | 11e  |
| 3     | Patinage artistique | 1                              | 1                                  | 0                                   | 2     | 20e  |
| 4     | Skeleton            | 1                              | 0                                  | 0                                   | 1     | 7e   |
| 5     | Bobsleigh           | 0                              | 1                                  | 0                                   | 1     | 14e  |
| 5     | Curling             | 0                              | 1                                  | 0                                   | 1     | 9e   |
| 5     | Snowboard           | 0                              | 1                                  | 0                                   | 1     | 19e  |
| Total | Total               | 33                             | 30                                 | 16                                  | 79    | 15e  |